# NGC 1744
NGC 1744 é uma galáxia espiral barrada (SBcd) localizada na direcção da constelação de Lepus. Possui uma declinação de -26° 01' 22" e uma ascensão recta de 4 horas, 59 minutos e 57,6 segundos.
A galáxia NGC 1744 foi descoberta em 20 de Novembro de 1835 por John Herschel.